# Al Raixid

Bandera de l'Emirat d'Hail, 1835 a 1920

Els Al Raixid, Banu Raixid o raixídites foren una dinastia àrab que va governar a Jabal Xammar amb capital a Hail. Eren membres del clan Abda de la tribu Banu Xammar i van dominar el nord d'Aràbia del 1835 al 1921.
La dinastia la va fundar Abd-Al·lah I ibn Raixid, amic i partidari del saudita Fàysal ibn Saüd i del wahhabisme. El 1835 prengué el control d'Hail en lluita contra els seus cosins i rivals els Ibn Ali. No se sap si fou per mèrits propis o amb ajut saudita. Va morir el 1847 i el va succeir el seu fill gran Talal ibn Abd-Al·lah (1847-1867), que va permetre l'establiment de mercaders xiïtes de l'Iraq als quals els wahhabites rebutjaven. La seva mort fou aparentment accidental al manipular una arma de foc, però podria haver estat un crim; es va desfermar llavors una lluita entre membres de la dinastia i finalment en va sortir triomfant el germà del difunt, Muhàmmad I ibn Abd-Al·lah, que va massacrar a tots els fills de Talal i va governar a Hail del 1872 al 1897. En el seu govern es va estendre a la regió d'al-Kasim i el Najd meridional incloent Al-Riyad, la capital saudita. Després d'un llarg conflicte amb els saudites, aquests foren derrotats decisivament a la batalla d'al-Mulayda el 1891. Els saudites van fugir a Kuwait.
A la mort de Muhàmmad el 1897 els Al Raixid van entrar en decadència mentre els saudites, amb Abd-al-Aziz ibn Saüd, començaven a recuperar l'hegemonia. Abd al-Aziz ibn Mitaab fou mort en combat amb els saudites el 1907 i els Al Raixid van entrar llavors altre cop en conflictes interns i quatre emirs successius foren assassinats per altres membres de la família. Muhàmmad II, el darrer emir, es va haver de sotmetre a Abd-al-Aziz ibn Saüd i el 2 de novembre de 1921 el Jabal Xammar fou annexionat al Najd. La regió d'al-Jawf fou conquerida uns mesos després.

## Llista d'emirs
- Abd-Al·lah I ibn Raixid 1835-1847
- Talal ibn Abd-Al·lah 1847-1867
- Mitaab I ibn Abd-Al·lah 1867-1869
- Bandar ibn Talal 1869-1872
- Muhàmmad I ibn Abd-Al·lah 1872-1897
- Abd-al-Aziz ibn Mitaab 1897-1906
- Mitaab II ibn Abd-al-Aziz 1906-1907
- Sultan ibn Hammud 1907-1908
- Saüd I ibn Hammud 1908
- Saüd II ibn Abd-al-Aziz 1908-1920
- Abd-Al·lah II ibn Mitaab 1920-1921
- Muhàmmad II ibn Talal 1921